# Lijst van nummer 1-hits in Zwitserland in 2015
Deze hits stonden in 2015 op nummer 1 in de Schweizer Hitparade, de bekendste hitlijst in Zwitserland.
| Datum        | Artiest                        | Titel                           |
| ------------ | ------------------------------ | ------------------------------- |
| 4 januari    | Hozier                         | Take me to church               |
| 11 januari   | Hozier                         | Take me to church               |
| 18 januari   | Hozier                         | Take me to church               |
| 25 januari   | Hozier                         | Take me to church               |
| 1 februari   | Hozier                         | Take me to church               |
| 8 februari   | Hozier                         | Take me to church               |
| 15 februari  | Ellie Goulding                 | Love me like you do             |
| 22 februari  | Ellie Goulding                 | Love me like you do             |
| 1 maart      | Ellie Goulding                 | Love me like you do             |
| 8 maart      | Ellie Goulding                 | Love me like you do             |
| 15 maart     | Ellie Goulding                 | Love me like you do             |
| 22 maart     | OMI                            | Cheerleader (Felix Jaehn remix) |
| 29 maart     | OMI                            | Cheerleader (Felix Jaehn remix) |
| 5 april      | Lost Frequencies               | Are you with me                 |
| 12 april     | Wiz Khalifa & Charlie Puth     | See you again                   |
| 19 april     | Wiz Khalifa & Charlie Puth     | See you again                   |
| 26 april     | Wiz Khalifa & Charlie Puth     | See you again                   |
| 3 mei        | Wiz Khalifa & Charlie Puth     | See you again                   |
| 10 mei       | Wiz Khalifa & Charlie Puth     | See you again                   |
| 17 mei       | Wiz Khalifa & Charlie Puth     | See you again                   |
| 24 mei       | Major Lazer, DJ Snake & MØ     | Lean on                         |
| 31 mei       | Måns Zelmerlöw                 | Heroes                          |
| 7 juni       | Major Lazer, DJ Snake & MØ     | Lean on                         |
| 14 juni      | Major Lazer, DJ Snake & MØ     | Lean on                         |
| 21 juni      | Major Lazer, DJ Snake & MØ     | Lean on                         |
| 28 juni      | Feder & Lyse                   | Goodbye                         |
| 5 juli       | Major Lazer, DJ Snake & MØ     | Lean on                         |
| 12 juli      | Feder & Lyse                   | Goodbye                         |
| 19 juli      | Álvaro Soler                   | El mismo sol                    |
| 26 juli      | Nicky Jam & Enrique Iglesias   | El perdón                       |
| 2 augustus   | Nicky Jam & Enrique Iglesias   | El perdón                       |
| 9 augustus   | Nicky Jam & Enrique Iglesias   | El perdón                       |
| 16 augustus  | Sido & Andreas Bourani         | Astronaut                       |
| 23 augustus  | Sido & Andreas Bourani         | Astronaut                       |
| 30 augustus  | Sido & Andreas Bourani         | Astronaut                       |
| 6 september  | Nicky Jam & Enrique Iglesias   | El perdón                       |
| 13 september | Sido & Andreas Bourani         | Astronaut                       |
| 20 september | Sido & Andreas Bourani         | Astronaut                       |
| 27 september | Sido & Andreas Bourani         | Astronaut                       |
| 4 oktober    | Sido & Andreas Bourani         | Astronaut                       |
| 11 oktober   | Sido & Andreas Bourani         | Astronaut                       |
| 18 oktober   | Robin Schulz & Francesco Yates | Sugar                           |
| 25 oktober   | Sido & Andreas Bourani         | Astronaut                       |
| 1 november   | Adele                          | Hello                           |
| 8 november   | Adele                          | Hello                           |
| 15 november  | Adele                          | Hello                           |
| 22 november  | Adele                          | Hello                           |
| 29 november  | Adele                          | Hello                           |
| 6 december   | Adele                          | Hello                           |
| 13 december  | Adele                          | Hello                           |
| 20 december  | Adele                          | Hello                           |
| 27 december  | Adele                          | Hello                           |